# Кана
Вижте пояснителната страница за други значения на Кана.
Кана е стъклен или порцеланов съд за течности, подобен на голяма издута чаша с дръжка и улей за изливане при отвора. Исторически материалите използвани за направа на каните са глина, метал, стъкло и пластмаса. Формата на каната наподобява тази на чайника, но по правило е по-висока. Служи за сервиране на вино, вода, мляко и други течности. Разновидност на каната е стомната. Някои видове кани имат похлупак. Големината на отвора и формата на дръжката варират значително.